# Colotis rogersi
Colotis rogersi är en fjärilsart som först beskrevs av Dixey 1915.  Colotis rogersi ingår i släktet Colotis och familjen vitfjärilar.
Artens utbredningsområde är Kenya. Inga underarter finns listade i Catalogue of Life.